# Dorothy Andrews Elston Kabis
Dorothy Andrews Elston Kabis (* 22. März 1917 in Wilkes-Barre, Pennsylvania; † 3. Juli 1971 in Sheffield, Massachusetts) war eine US-amerikanische Regierungsbeamtin. Sie war die fünfte Frau, welche den Posten des Treasurer of the United States bekleidete.

## Werdegang
Dorothy Andrews, Tochter von Mabel Aston und Reginald Hastings Andrews, wurde während des Ersten Weltkrieges im Luzerne County geboren. Über ihre Jugendjahre ist nichts bekannt. Andrews besuchte das Maryville College in Maryville (Tennessee). 1936 heiratete sie dort ihren ersten Ehemann Russell Ransom Elston (1911–1975). Das Paar ließ sich 1960 scheiden. Ihr zweiter Ehemann war Walter Kabis. Während der 1940er und 1950er Jahre arbeitete Andrews in der Rechtsabteilung von DuPont in Wilmington (Delaware). Daneben betrieb sie nach 1946 auch eine Baumschule in Middletown (New Castle County).
Andrews wurde zu Beginn der Eisenhower-Administration in der Republikanischen Partei aktiv. Zwischen 1956 und 1959 arbeitete sie in der Delaware-Dienststelle der Farmers Home Administration. Sie nahm 1956 und 1960 als Delegierte an den Republican National Conventions teil und diente in dem Rules Committee und dem Platform Committee. Ferner saß sie von 1954 bis 1958 im Delaware Republican State Central Committee. Als moderate Konservative betrieb Andrews im Vorfeld der Präsidentschaftswahl von 1964 Wahlkampf für Barry Goldwater. Nach der Wahl wurde aber bekannt, dass sie den Gouverneur von New York Nelson Rockefeller bevorzugte als den liberalsten der seriösen republikanischen Kandidaten. Dennoch unterstützte sie später die Nominierung von Richard Nixon bei der Republican National Convention in Miami Beach (Florida). Präsident Nixon ernannte sie dann zum Treasurer of the United States. Sie bekleidete den Posten vom 8. Mai 1969 bis zu ihrem Tod.
Andrews trat 1954 der republikanischen Frauenhilfsgruppe, der National Federation of Republican Women, bei und wurde 1962 zu deren Präsidentin gewählt – ein Posten, welchen sie zwischen 1963 und 1968 innehatte. Die am meisten publizierte Wahl von allen fand 1967 in Washington, D.C. statt, wo ein Nachfolger für Andrews gewählt wurde. Normalerweise würde die erste Vizepräsidentin, damals die Konservative Phyllis Schlafly, einstimmig die Topposition erhalten. Als Schlafly aber versuchte Präsidentin zu werden, intrigierte Andrews gegen sie und Schlafly verlor die Wahl. Gladys O’Donnell ging damals als Siegerin aus dem Rennen. Sie war eine Favoritin der Gemäßigten in der Republikanischen Partei, welche die aktive Unterstützung der Gouverneure Nelson Rockefeller, Winthrop Rockefeller aus Arkansas und George Romney aus Michigan hatte. Andrews war auch in der League of Women Voters aktiv sowie in der Methodistischen Kirche.
Sie verstarb 1971 im Alter von 54 Jahren an einem Herzinfarkt in Sheffield (Berkshire County), während sie das Grab ihres Vaters besuchte. Ihr zu Ehren richtete die National Federation of Republican Women ein Praktikantenprogramm für junge Frauen ein.